# Verlag Riemann
Der Verlag Riemann ist ein Sachbuchverlag und ein Tochterunternehmen der Random House Verlagsgruppe und geht auf die E. Riemannsche Hofbuchhandlung zurück.

## Geschichte
Im Jahr 1999 wurde von Gerhard Riemann der Riemann Verlag gegründet und der Verlagsgruppe Bertelsmann, heute Random House Verlagsgruppe, angegliedert. Am 31. Oktober 2011 verließ der Gründer Gerhard Riemann das Unternehmen.

## Autoren (Auswahl)
- Kurt Mosetter
- Anna Cavelius
- Clemens G. Arvay
- Alanna Collen
- Timothy Ferriss
- Francesco Forgione